# Robert Grant-Ferris
Pour les articles homonymes, voir Grant et Ferris.
Robert Grant Grant-Ferris, baron Harvington, (30 décembre 1907 - 1er janvier 1997) est un homme politique du Parti conservateur britannique.

## Biographie
Né Robert Grant Ferris, il fait ses études à la Douai School et sert dans la RAF pendant la guerre, recevant le Air Efficiency Award en 1942.
Il est député de St Pancras North de 1937 à 1945 et de Nantwich de 1955 jusqu'à sa retraite aux élections générales de février 1974. Il est président de Ways and Means et vice-président de la Chambre des Communes de 1970 à 1974. Le premier discours de Ferris au Parlement a lieu en mars 1937, lors d'un débat sur les estimations du ministère de l'Air, dans lequel il s'exprime en tant que membre de la Royal Auxiliary Air Force.
Grant-Ferris est un fervent catholique romain et partisan de Francisco Franco pendant la guerre civile espagnole .
Il change son nom de Ferris à Grant-Ferris en août 1942.
Il est fait chevalier en 1969, et est admis au Conseil privé en 1971. Le 24 juin 1974, il reçoit une pairie à vie en tant que baron Harvington, de Nantwich dans le comté de Cheshire.